# Irene Dick
Irene Dick (Willemstad (Curaçao), 28 november 1949) is een Curaçaos politica. Namens de partij Pueblo Soberano (PS) was zij van 23 december 2013 tot 23 december 2016 de zesde minister van Onderwijs, Wetenschap, Cultuur en Sport van Curaçao.  
Voordat ze minister werd, maakte Dick carrière in het onderwijs. Zo was ze directeur van de Fundashon Material pa Skol (FMS). Bij haar benoeming tot minister nam zij de dossiers over van premier Ivar Asjes, die deze post tijdelijk had waargenomen na het aftreden van Rubia Bitorina.
In juni 2015 kreeg Dick kritiek van scholieren en hun ouders omdat ze het plan had om de Nederlandse exameneisen op Curaçao los te laten. De scholieren en hun ouders waren bang dat ze hierdoor met een schooldiploma zouden zitten dat in het buitenland niets waard was. Dick trok dit plan later in.
Nadat minister-president Asjes ontslag nam als premier, bleef Dick minister in de kabinetten Whiteman I en Whiteman II.